# バトゥ・ケーブス駅
バトゥ・ケーブス駅 （バトゥ・ケーブスえき、マレー語:Stesen Batu Caves）はマレーシアセランゴール州ゴンバッ郡にある、マレー鉄道の駅である。
当駅に乗り入れている路線は、線路名称上はバトゥ・ケーブス支線であるが、運転系統上はスレンバン線として案内される。

## 概要
KTMコミューターのスレンバン線の始発駅である。駅北側にセメント工場があり、その輸送のため貨物列車も運行されている。
バトゥ・ケーブスの真横に駅があり、毎年2月初旬に行われるタイプサム開催期間は、早朝から深夜まで多数の臨時列車が運行される。KTMコミューター運行開始前はKTMインターシティの臨時旅客列車が運行された、2010年のタイプサム開催期間中は、KTMコミューターの試験運行で旅客輸送が実施された。

## 歴史
バトゥ・ケーブス駅1905年11月1日にバトゥ・ロード～バトゥ・ケーブス間の開通時に開業した。しかし数年経った頃には駅は使用しづらい状態まで老朽化した。スントゥル〜バトゥ・ケーブス間の路線は第6マレーシアプラン（Sixth Malaysia Plan、1990年-1995年）のクアラルンプール〜スントゥル間の複線電化の対象区間にも含まれなかった。
その後に駅は改築し、電化も行われた。また、単線であったスントゥル〜バトゥ・ケーブス間も複線化計画が持ち上がり、建設中であった途中駅のタマン・ワーユ駅、カンポン・バトゥ駅、バトゥ・クントンメン駅の建設が一時ストップとなった。この複線化計画2001年以前にDRB-Hicom Berhadによって開始される予定であったが、交通省からは手紙にてDRB-Hicom Berhadに2001年4月13日に開始せよとの命令が下った。 しかしその後何も動きが無く、2006年11月17日に用地の所有者は新建設会社のYTLコーポレーションに変わった。計画は2010年4月までに完了する予定であったが、実際には2010年8月まで延期されようやく完成した。

## 駅構造

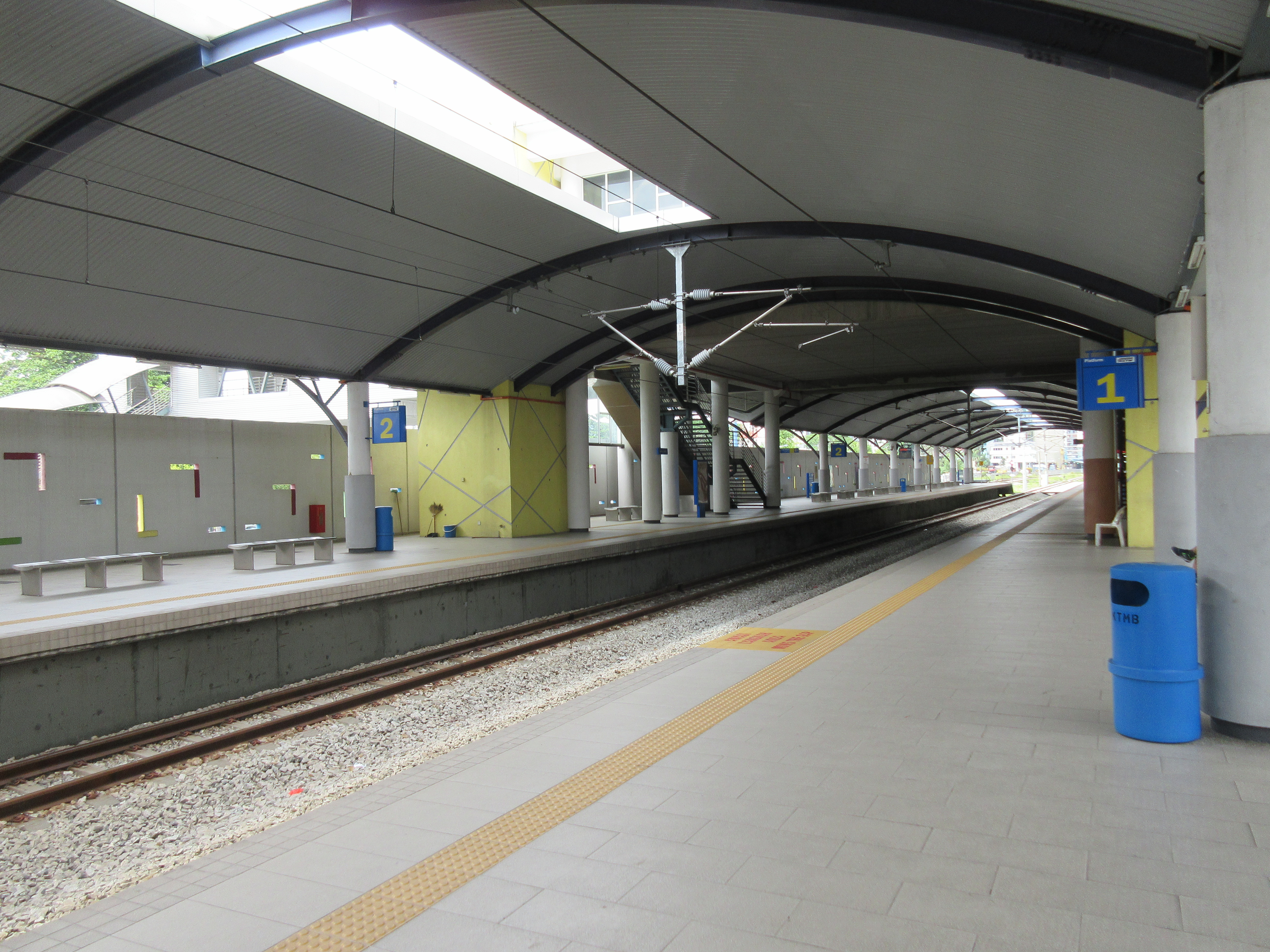
プラットホーム

相対式ホーム2面2線を有する地上駅で、橋上駅舎を持つ。西側には貨物線が2本あり、セメント工場へ繋がっている。トイレは橋上駅舎の改札内にある。
出口は東西各1箇所ずつ設けられており、バトゥ・ケーブスは東出口側にある。
| 1・2 | 1 スレンバン線（下り） | KLセントラル・タンピン方面 |

## 駅周辺
- バトゥ・ケーブス

## 隣の駅
マレー鉄道
1 スレンバン線
バトゥ・ケーブス駅 (KC05) - タマン・ワーユ駅 (KC04)